# Cinnamomum platyphyllum
Cinnamomum platyphyllum är en lagerväxtart som först beskrevs av Friedrich Ludwig Diels, och fick sitt nu gällande namn av C.K. Allen. Cinnamomum platyphyllum ingår i släktet Cinnamomum och familjen lagerväxter. Inga underarter finns listade i Catalogue of Life.